# Ingrid Wallin

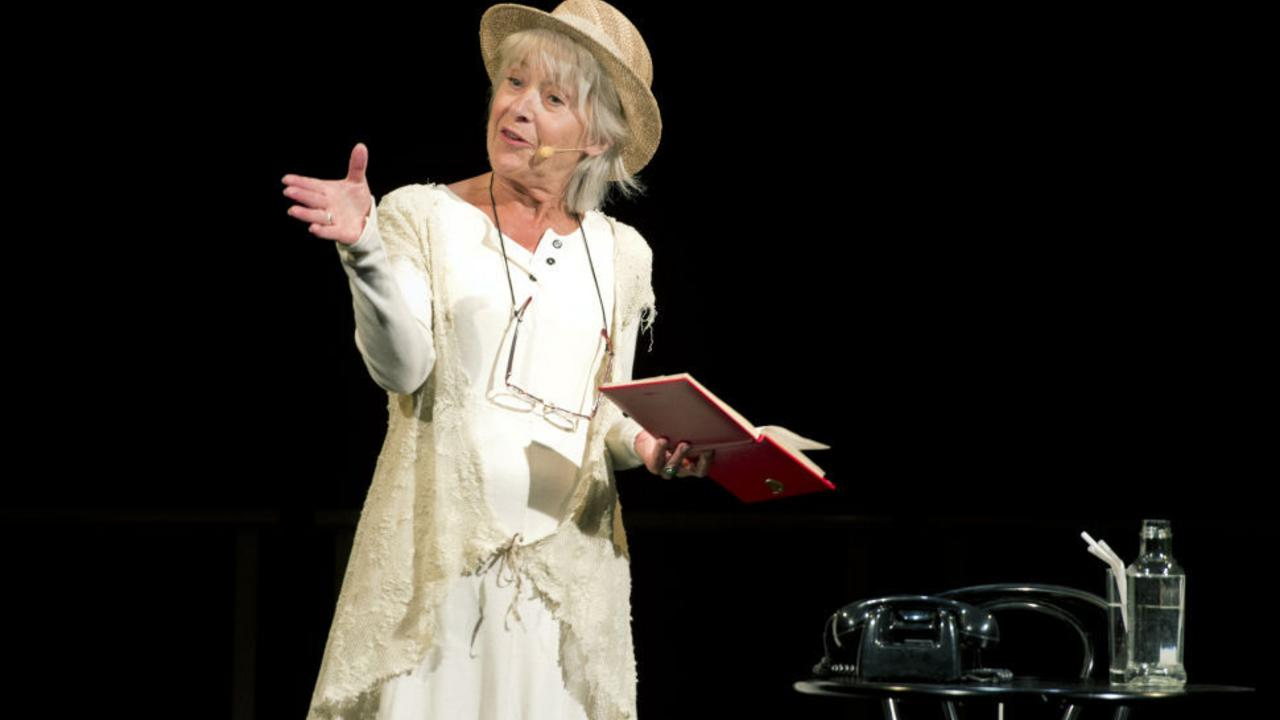
Ingrid Wallin, 2012

Ingrid Margareta Wallin (* 17. Dezember 1943 in Ljusdal) ist eine schwedische Schauspielerin.

## Leben
Ingrid Wallin wuchs in der schwedischen Kleinstadt Ljusdal auf.
Nach ihrem Schulabschluss absolvierte sie von 1962 bis 1966 ihre professionelle Schauspielausbildung an einer Schauspielschule in Göteborg. Als Bühnendarstellerin wirkte sie an verschiedenen Theaterhäusern in zahlreichen Theaterstücken und Musicals mit. Seit 1981 wirkte sie als Schauspielerin vor der Kamera in mehreren schwedischen Filmen und in Fernsehserien mit, darunter auch in einigen Kurzfilmen. Im Jahr 2015 wirkte Wallin in dem Musikvideo des Songs Waiting for Love des Musikers Avicii mit, wo sie gemeinsam mit Sten Elfström ein älteres Ehepaar darstellte.

## Filmografie
- 1981: Det finns inga smalänningar
- 1985: Snowroller II
- 1985: Nya Dagbladet (Fernsehserie)
- 1986: Skrivkladan
- 1988: Clark Kent (Fernsehserie, 1 Folge)
- 1988–1989: Liv i luckan med Julkalendern (Fernsehserie, 21 Folgen)
- 1991: T. Sventon och fallet Isabella
- 1999: Gösta und Olivia (Kurzfilm)
- 2011: Ensam rävhane
- 2015: Avicii – Waiting for Love (Musikvideo)
- 2019: O helvetes natt (Kurzfilm)